# Medericus

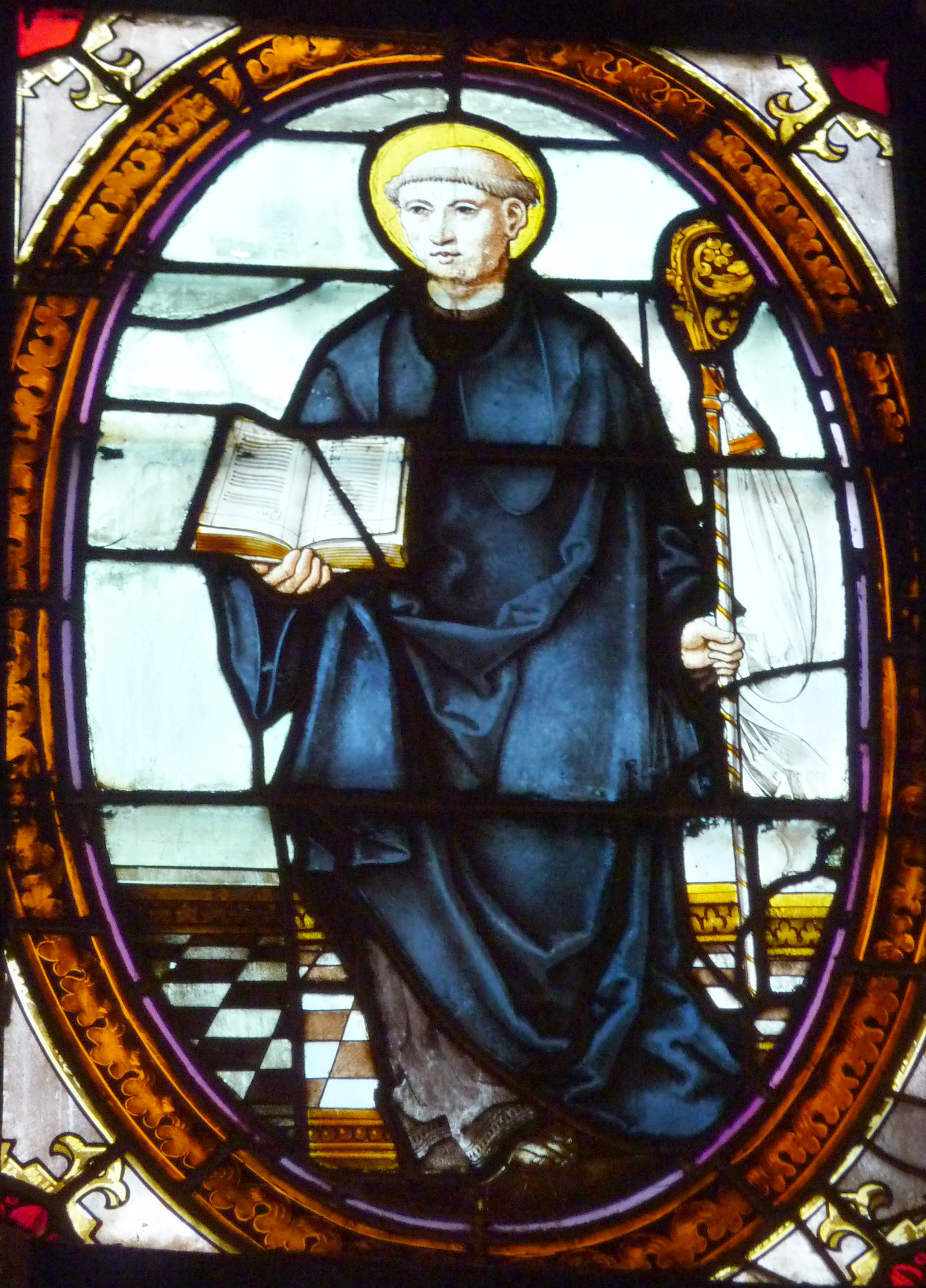
Darstellung des hl. Medericus auf dem Medaillon eines Bleiglasfensters aus dem 16. Jh. in der Scheitelkapelle des Chors der katholischen Pfarrkirche Saint-Merry im 4. Arr. von Paris

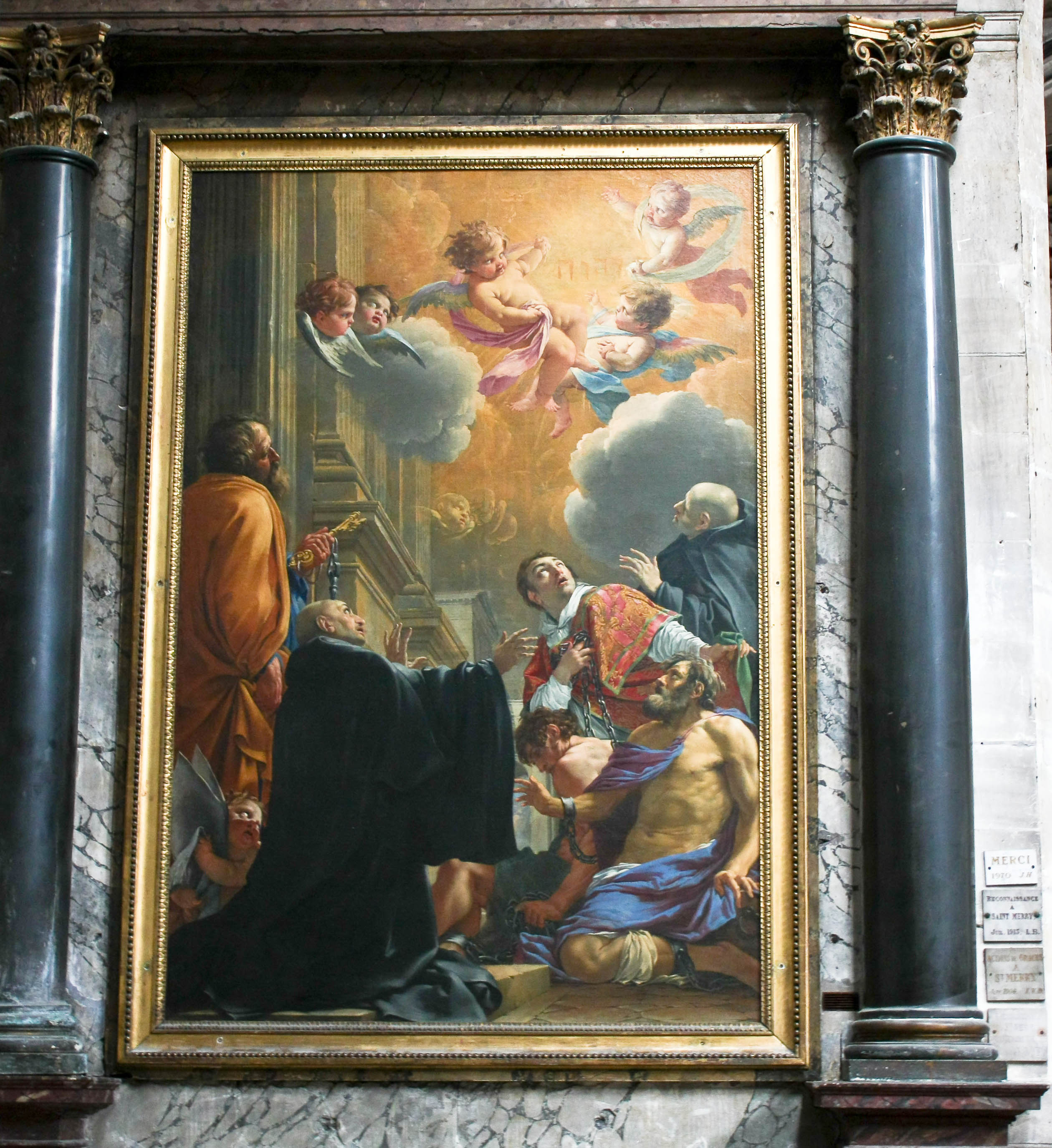
Der heilige Merry befreit die Gefangenen, Gemälde von Simon Vouet in der Kirche Saint-Merry

Der heilige Medericus (französisch Merry oder französisch Merri, * bei Autun; † 29. August um 700) ist ein Heiliger der katholischen Kirche. Er ist der Schutzpatron des Rive Droite, des nördlich der Seine gelegenen Stadtgebiets von Paris und der Gefangenen. Sein Gedenktag ist der 29. August.

## Vita
Nach der gegen Ende des 9. Jahrhunderts verfassten Vita des Heiligen wurde Medericus in einem Dorf in der Nähe der Stadt Autun im damaligen fränkischen Teilreich Burgund geboren. Im Alter von 13 Jahren brachten ihn seine Eltern in das Benediktinerkloster Saint-Martin d’Autun, das ca. 400 m außerhalb von Autun lag. Dort vervollkommnete er sich im Fasten und der Selbstkasteiung. Aufgrund seiner Strenge und seines asketischen Lebens wurde er gegen seinen Willen zum Abt des Klosters gewählt und es verbreitete sich der Ruf, er habe die Kraft, Wunder zu wirken. Da er die Einsamkeit suchte, soll er sogar aus dem Kloster geflohen sein. Nach einer anderen Version lehnten sich die Mönche gegen seine strenge Zucht auf und er musste für einige Zeit im Wald von Autun Zuflucht suchen.
Medericus unternahm verschiedene Reisen, auf denen er sich für Gefangene einsetzte und Diebe befreite, die vorschnell in Haft genommen worden waren. In der Stadt Melun soll er eine große Zahl Gefangener befreit haben. In fortgeschrittenem Alter machte Medericus mit seinem Begleiter, dem heiligen Frodulph oder Frou, eine Wallfahrt nach Paris zu den Gebeinen des heiligen Germanus von Paris, der ebenfalls aus Autun stammte. Bei dieser Reise sollen wilde Tiere seinen Wagen gezogen haben. Zusammen mit Frodulph ließ sich Medericus vor den Toren von Paris in der Nähe einer dem Apostel Petrus geweihten Kapelle als Rekluse nieder. Hier erduldete er drei Jahre lang bis zu seinem Tod eine schmerzhafte Krankheit. Er wurde in der Kapelle bestattet, an deren Stelle später die nach ihm benannte Pfarrkirche Saint-Merry errichtet wurde.

## Reliquien
Die Reliquien des Heiligen werden in der Krypta der Kirche Saint-Merry in Paris aufbewahrt. Im Jahr 1884 wurden sie in einen Reliquienschrein umgebettet.

## Darstellung
Der heilige Medericus wird als Abt oder Einsiedler oder auch mit Gefangenen in Ketten dargestellt. Seine Attribute sind Ketten zum Gedenken an die Befreiung der Gefangenen von Melun. Diese Episode wird auf dem Gemälde von Simon Vouet (1590–1640) Der heilige Merry befreit die Gefangenen (1640) dargestellt. Es befindet sich in der Kirche Saint-Merry in Paris.

## Patrozinien
- Saint-Merry im 4. Arrondissement in Paris
- Saint-Merry in Linas im Département Essonne